# Дворянское собрание
Дворянское собрание, или Благородное собрание, — орган дворянского самоуправления в Российской империи, существовавший с 1766 по 1917 год. Дворянские собрания действовали как на губернском, так и на уездном уровнях.
Подобные собрания начали создаваться в уездах и губерниях с 1766 года. Однако лишь «Учреждение для управления губерниями» и «Жалованная грамота дворянству» 1785 года законодательно определили порядок функционирования дворянских собраний.

## Функционирование
Участниками собрания являлись представители дворянского общества данной территории. Глава дворянского собрания имел звание предводителя. Дворянские собрания занимались решением локальных общественных вопросов, при этом им запрещалось обсуждение вопросов государственного устройства. После реформы 1861 года, а также возникновения земских органов самоуправления их цели сузились до решения вопросов и проблем, касающихся исключительно дворянства. Дворянские собрания собирались в уездах и губерниях раз в три года. Могли также созываться и чрезвычайные собрания, но на это требовалось разрешение губернатора. За три месяца до губернских созывались уездные собрания.
Зал петербургского Дворянского собрания был одной из самых престижных концертных площадок города и вообще местом проведения пышных светских мероприятий.

## В Российской Федерации

### Общероссийская общественная организация «Союз потомков российского дворянства — Российское Дворянское Собрание» (РДС)
В 1991 году представители русских дворянских родов основали Российское дворянское собрание — общественную неправительственную организацию .
Эта структура была заново зарегистрирована, как общественная организация, лишь в 1999 году под официальным названием «Союз потомков российского дворянства — Российское дворянское собрание». 
Одновременно, в январе 1991 г. официально начал действовать в РФ "Российский Имперский Союз-Орден" - дочерняя структура РДС, с центром в Санкт-Петербурге. Тогда же 1-й Московский Отдел был реорганизован в Московской Владимировский Отдел РИС-О во главе с Н. Н. Лукьяновым, возглавившим позже "Всероссийский монархический центр". В 1991 г. было создано Генеральное Представительство по Санкт-Петербургу и Москве (руководитель - Браун, Николай Николаевич). Инициатором создания ВМЦ стал Московский монархический центр - первая монархическая организация, получившая официальный статус и регистрацию (зарегистрирован 23 декабря 1991 года). К 2014 г. издавалось не менее 8 монархических СМИ от данной организации. .
Также активно действовала организация "Всероссийский монархический центр" (ВМЦ) под руководством Николая Лукьянова, в 1999 году отошедшая от традиционного направления монархистов. Инициатором создания ВМЦ стал Московский монархический центр - первая монархическая организация, получившая официальный статус и регистрацию (зарегистрирован 23 декабря 1991 г.), но в 1999 году расколовшаяся. . Далее, в 2003-2004 гг. расколам подвергся и "Российский Имперский Союз-Орден". . 
Председателем Российского Дворянского Собрания в 1999—2002 годах, был зарегистрирован в государственных органах князь Голицын, Андрей Кириллович, отстранённый от должности досрочно. Недовольство председателем обнаружил внеочередной, IX-й Всероссийский Дворянский Съезд, посвящённый 10-летию Российского Дворянского Собрания, прошедший в Москве 26 мая 2001 года. В итоге конфликта, увольнение Голицына состоялось в 2002 году на основания представления, с которым выступили глава Российского императорского дома — великая княгиня Мария Владимировна Романова, и секретарь императорского дома — писатель Закатов Александр Николаевич.
Против Голицына была направлена критическо-обличительная статья в газете «Вечерняя Москва» (статья «Где деньги, князь!» от 15.05.2002, материал подала в печать Валентина Благово, подготовку текста осуществила Ольга Никольская). Новым председателем общественной организации «Союз потомков российского дворянства — Российкое Дворянское Собрание» на 10-м Всероссийском дворянском съезде был избран князь Оболенский, Андрей Сергеевич.
Дальнейшее развитие органов управления общественной организации «Союз потомков российского дворянства — Российское Дворянское Собрание» проходил под руководством последующих её руководителей: князей Оболенского Андрея Сергеевича (в 2002—2008 годах), Гагарина Григория Григорьевича (в 2008—2014 годах), Щербачёва Олега Вячеславовича (в 2014—2021 годах), и Лермонтова Михаила Юрьевича (с 2021 года).
30 сентября 2002 года проживающая в Москве глава Российского императорского дома — великая княгиня Мария Владимировна Романова подписала указ, по которому главой новообразованной Герольдии при общественной организации «Российское Дворянское Собрание» (вместо ранее существовавшего Департамента герольдии Российского Дворянского Собрания), был назначен историк Думин, Станислав Владимирович, председатель московского так называемого «Историко-родословного общества», его заместителями стали Щербачёв Олег Вячеславович (вице-предводитель организации) и Алявдин Григорий Игоревич, секретарь Герольдии..
В качестве печатного органа данного общества, с 2007 года издается в Самаре газета «Царский Вестник». Главредом издания стал Александр Юрьевич Чухонкин. В редакционный состав вошли: Г.А. Фёдоров (Санкт-Петербург, Россия), Г.В. Куманский (Сан-Франциско, США), С.В. Думин (Москва), А.Ю. Сорокин (Санкт-Петербург), иеромонах Никон (Левачёв-Белавенец, Москва), Д.А. Сысуев (Саранск), А.Ю. Чухонкин (Самара), Е.А. Шулятьев (Севастополь), С.А. Маньков (Санкт-Петербург), Г.Н. Шимко-Юшков (Воронеж). .
В 2008 году по решению нового главы организации, князя Григория Гагарина, при ней образованы новые структуры: Экспертный совет по вопросам генеалогии, геральдики и международных дворянских связей (председателем стал Станислав Думин, президент Российской генеалогической федерации), Департамент международных связей и связей с зарубежными соотечественниками, председателем которого стал иеромонах Никон (Левачёв-Белавенец). Также 14 июня 2011 года по указу князя Гагарина образован Департамент мемориальных программ, который возглавил Алявдин Виссарион Игоревич.
Именно при участии «Российского Дворянского Собрания», как бенефициара, по данным ЕГРЮЛ, были основаны альманах «Дворянское собрание» (2001 г.), общественная организация «Региональный общественный фонд содействия восстановлению разрушенных памятников русской истории „Покаяние и возрождение“» (основан в 2000 г.), центр «Герольдия» (действовал в 2002—2019 рр. под руководством графа Сергея Сапожникова), благотворительный фонд «Попечительство о нуждах российских репатриантов» (действовал в 2001—2007 годах), а также печатный орган последнего — журнал «Трибуна русской мысли» (основан в 2001 г., этот журнал имел национал-шовинистическую и монархическую направленность).
Постепенная демократизация общественной организации «Российское Дворянское Собрание» предусматривала и образование так называемых «дворянских парламентов» при её региональных структурах. Так, 26 апреля 2009 года был избран так называемый «Депутатский корпус Московского регионального отделения Российского Дворянского Собрания — Московского Дворянского Собрания (МДС) VII трехлетия», в составе 117 человек..
Прелюдией к возникновению раскола в собрании стали произошедшие в 2021 году события: проведённое 29 октября 2021 года заседание «Совета объединённого дворянства», а 11 декабря 2021 года — созванный в экстренном порядке чрезвычайный съезд Российского дворянского собрания, на котором Щербачёв в его отсутствие был освобождён от должности председателя, а Лермонтов, Михаил Юрьевич (общественный деятель) избран новым председателем. Сам Щербачёв не признал правомочность данного решения: он назвал деятельность Лермонтова рейдерством, нарушением устава, и заявил в газете «Кифа» следующее:
«Человек, который является даже не криптосталинистом, а практически откровенным сталинистом и полуоккультистом, — пытающийся сейчас захватить в нём власть Михаил Юрьевич Лермонтов. Для меня это просто какое-то проявление шизофрении — когда Дворянское собрание претендует возглавлять такой человек»..
Также Щербачёв заявил, что продолжает считать себя законным главой организации.. Конфликт сторонников Щербачёва, не согласившегося со своим увольнением и заявившего об оппозиции Кремлю, и сторонников Лермонтова обусловил возникновение раскола в рядах организации, который до сих пор не удалось преодолеть. Регистрация нового устава организации в органах юстиции РФ произошла уже под руководством Лермонтова.

## Ассоциации русского дворянства за рубежом

### Союз Дворян (Union de la Noblesse Russe, UNR)
Ассоциация основана в 1925 году в Париже, центре русской эмиграции, членами дворянства, вынужденными покинуть Россию в результате большевистского переворота 1917−го года. Первым председателем Союза Русских Дворян был граф Д. С. Шереметев. Союз Дворян представлен во многих европейских странах, в частности, во Франции, России (со времени падения коммунизма), Бельгии, Финляндии, Великобритании, Нидерландах, Германии, Швейцарии и Италии. Союз Дворян располагает полномочными представителями в большинстве этих стран.
Союз Дворян является членом − основателем Комиссии по Информации и Связям Дворянских Ассоциаций Европы (Commission d’information et de liaison des associations nobles d’Europe, CILANE)), основанной в 1959 году, наряду с Дворянскими Ассоциациями Франции, Германии, Италии и Бельгии. Союз Дворян — единственная Ассоциация, уполномоченная представлять русское дворянство в CILANE.

### Ассоциация русского дворянства в Америке (Russian Nobility Association in America)
Ассоциация русского дворянства в Америке была основана в Нью-Йорке в 1933 г. Первоначально её деятельность была направлена на оказание помощи членам бывшего русского дворянства, бежавшим от последствий русской революции 1917 г., гражданской войны 1917—1922 гг. и сталинских чисток 1930-х гг. Ассоциация также стала ресурсом для членов российского дворянства, бежавших из Европы до и во время Второй мировой войны. В своем сегодняшнем виде Ассоциация является неполитической, некоммерческой организацией. Её цели — филантропические, исторические и генеалогические.
Ассоциация предоставляет пожертвования благотворительным организациям в США и России, которые обеспечивают питание, жилье и медицинское обслуживание обездоленных, а также оказывает прямую помощь детским домам, престарелым и неимущим, православным семинариям и приходам, а также другим нуждающимся в ресурсах.
Право голоса в Ассоциации имеют только прямые потомки российского дворянства по мужской линии, занесенные в Дворянский архив Российского Императорского Сената, неоспоримо облагороженные до 15 марта 1917 года. В Российском дворянском обществе есть ещё одна категория членов — боковые потомки этих семей.